# 斯科特·邁克爾·福斯特
斯科特·邁克爾·福斯特（Scott Michael Foster，1985年3月4日—）是美國的一位演員。他出演過的最著名的角色是在ABC家庭台電視劇聯誼會中飾演Cappie。他也出演過多部電視劇。目前正演出《追尋人生》，並加入《童話小鎮第四季》。

## 外部連結
- 斯科特·邁克爾·福斯特在互联网电影资料库（IMDb）上的資料（英文）
- 斯科特·邁克爾·福斯特的MySpace主頁